# Sergio Rodríguez López-Ros
Sergio Rodríguez López-Ros IdE • ComIC • ComMC (n. Barcelona, 21 de novembro de 1970) é um acadêmico e diplomata espanhol de origem português, desde 1º de setembro de 2019 é pró-reitor da Universidade Abade Oliva CEU de Barcelona.

## Educação e carreira
Formou-se no Colégio Salesiano de Sarrià. Posteriormente, graduou-se em Comunicação na Universidade Autônoma de Barcelona e fez uma pós-gradução em Pensamento Islâmico e Oriental na Universidade Ramon Llull, onde obteve depois o doutorado em filosofia, sendo proposto pelo Prêmio Extraordinário.. Finalmente se especializou na London School of Economics e no Instituto de Tecnologia de Massachusetts.
No Serviço de Relações Exteriores espanhol, serviu nas embaixadas espanholas na Itália, San Marino, Albânia e Malta, além de diretor de dois centros do Instituto Cervantes (coordenador temporário de outro) e vice-cônsul da Espanha em Milão. Foi também coordenador da Casa para uma Cidade do Conhecimento na Câmara Municipal de Barcelona.
Anteriormente e posteriormente, foi consultor dos órgãos da UE EACEA, UE TAIEX e UE REA, bem como membro investigador do Conselho Europeu e do Parlamento Europeu. Participou de um dos relatórios de viabilidade da FRA e nos fóruns da Santa Sé, UE IDEA (Inspire, Debate, Engage and Accelerate Action), Instituto Aspen, COMECE, Clube de Roma e OMAEC. Ele fez parte do GRIC, con sede em Paris.
Rodríguez López-Ros é agora também embaixador-consultor da Fundação Rei Afonso Henriques da Cooperação Pública Espanha-Portugal, Special Diplomatic Envoy for the Digital Break e da Comissão Permanente da Xarxa Vives d'Universitats, além de jurado dos Prêmios Internacionais Princesa de Girona.
Ele é considerado um especialista em diplomacia cultural, diplomacia corporativa, processos multilaterais, questões mediterrâneas, ética e inteligência artificial, investimentos éticos, rastreabilidade, governança e transparência.[carece de fontes?]Também contribuiu para a transferência da Espanha para o Reino dos Países Baixos do Bastão de Comando de Guilherme I, Príncipe de Orange.

## Outras atividades
Rodríguez López-Ros é membro correspondente da Academia Real de História da Espanha e da Academia das Ciências de Bolonha (Itália). Foi distinguido de várias condecorações públicas, nacionais e internacionais, entre outras a Ordem da Solidariedade Social raramente concedida pelo rei Filipe VI de Espanha.
Autor de diversos ensaios, (o último, inserido no dicionário Vislumbres (2021) editado pelo Ministério de Assuntos Exteriores, União Europeia e Cooperação), escreve regularmente artigos sobre geopolítica e geoeconomia no jornal La Vanguardia, líder da imprensa digital na Espanha, e no digital The Diplomat. Em português, publicou Ciganos: um guia para jornalistas (1998).[carece de fontes?]
Em 2022-2023 foi nomeado pelo Bispo de Zamora (Espanha) Commissarius extraordinarius (cc. 312 § 1.3° e 391 do Código de Direito Canónico) de uma das irmandades nobres mais antigas da Europa.

## Condecorações
Além das condecorações estrangeiras, ele recebeu estas condecorações espanholas:
- Grande-Oficial da Ordem da Solidariedade[21] de Espanha
- Grande-Oficial da Orden do Mérito da Guarda Civil [carece de fontes?]
- Oficial da Real Ordem de Isabel a Católica de Espanha [carece de fontes?]
- Oficial da Ordem do Mérito Civil de Espanha [carece de fontes?]
- Cruz do Mérito Militar de Espanha [carece de fontes?]
- Cruz da Ordem do Mérito do Corpo Nacional de Polícia (Espanha)